# Ін'єкційна косметологія
Ін'єкційна косметологія — це навчальний посібник, присвячений сучасним малоінвазивним методам корекції вікових змін та естетичних дефектів, зокрема процедурам ботулінотерапії, контурній пластиці, мезотерапії та біоревіталізації. Автор посібника — Ольга Судник, косметолог, естетист, засновниця курсів косметології Olga Sudnyk Academy Of Beauty.
Посібник виданий у видавництві «Кварт» у травні 2022 року.

## Анотація
Посібник складається з двох частин: теоретичної та практичної. Тобто охоплює теоретичні лекційні матеріали, а також детальні алгоритми відпрацювань практичних навичок. Перша частина визначає теоретичну базу з мезотерапії й біоревіталізації (насичення шкіри гіалуроновою кислотою), ботоксу та контурну пластику губ, а також розкрито фізіологічний вплив ботулотоксину. Окремий розділ видання присвячений б’ютифікуючому впливу контурної пластики, на прикладі контурної пластики губ.
Книга налічує такі розділи:  
- Ботулінотерапія в естетиці тіла та обличчя
- Контурна пластика в естетиці тіла та обличчя
- Мезотерапія в естетиці тіла та обличчя
- Біоревіталізація в естетиці тіла та обличчя

У практичній складовій посібника ретельно розглянуто та покроково описано основні етапи процедур: мезотерапії, біоревіталізації, ботулінотерапії, контурної пластики.  
Даний посібник призначений для студентів медичних вишів та початківців у сфері ін’єкційної косметології, слухачів курсу «Базова косметологія» Olga Sudnyk Academy Of Beauty, а також для практиків з досвідом у сфері косметології.
Науково-навчальне видання офіційно рецензоване кандидаткою медичних наук Зоряною Лавро.

## Джерело
- Судник О.І., Ін'єкційна косметологія : пос. з теорет. і практ. зан. — Львів : Кварт, 2022. 68 с. — ISBN 978-617-7196-43-2